# Sieteculebras
Sieteculebras, revista andina de cultura es una revista cultural peruana editada en Cusco desde 1991.

## Historia
Fue fundada y editada por el escritor Mario Guevara Paredes, Elver Pizarro y el artista gráfico Germán Delgado. Cada año se publican dos ediciones. La revista busca difundir las creaciones literarias de autores en regiones además de difundir temas andinos, de ahí el nombre del subtítulo "revista andina de cultura", de ahí la participación de autores tanto nacionales como extranjeros.
En las diferentes ediciones, personas como Alejandro Romualdo, Luis “Cholo” Nieto, Miguel Gutiérrez, Pablo Guevara, Ángel Avendaño, Washington Delgado, Oswaldo Reynoso, Raúl Brozovich, Cronwell Jara, Feliciano Padilla, Américo Yábar Zevallos, Enrique Rosas, entre otros, han contribuido con contenidos.
El 22 de diciembre de 2016 la Dirección Desconcentrada de Cultura de Cusco realizó un homenaje por los 25 años de la revista.

### Origen del nombre
El nombre de la revista surgió en 1991 en el café Extra en Cusco, situado en la calle del Medio. El nombre hace referencia a la calle del mismo nombre (en quechua cusqueño: Kinsamaru) que parte (o llega) a la Plaza de las Nazarenas.